# Visual Studio Code
Visual Studio Code – darmowy edytor kodu źródłowego z kolorowaniem składni dla wielu języków, stworzony przez Microsoft, o otwartym kodzie źródłowym. Oprogramowanie ma wsparcie dla debugowania kodu, zarządzania wersjami kodu źródłowego za pośrednictwem systemu kontroli wersji Git, automatycznego uzupełniania kodu IntelliSense, zarządzania wycinkami kodu oraz jego refaktoryzacji. Funkcjonalność aplikacji można rozbudować za pomocą rozszerzeń instalowanych z dedykowanego repozytorium rozszerzeń.
Oprogramowanie zostało stworzone w oparciu o framework Electron.

## Historia
VS Code zostało oficjalnie zaprezentowane 29 kwietnia 2015 na Microsoft 2015 Build Conference. 18 listopada 2015 kod źródłowy programu został opublikowany na licencji MIT i stał się dostępny w serwisie GitHub. Środowisko programistyczne zostało oficjalnie opublikowane 14 kwietnia 2016, i odtąd jest dostępne do pobrania za darmo.

## Przeznaczenie

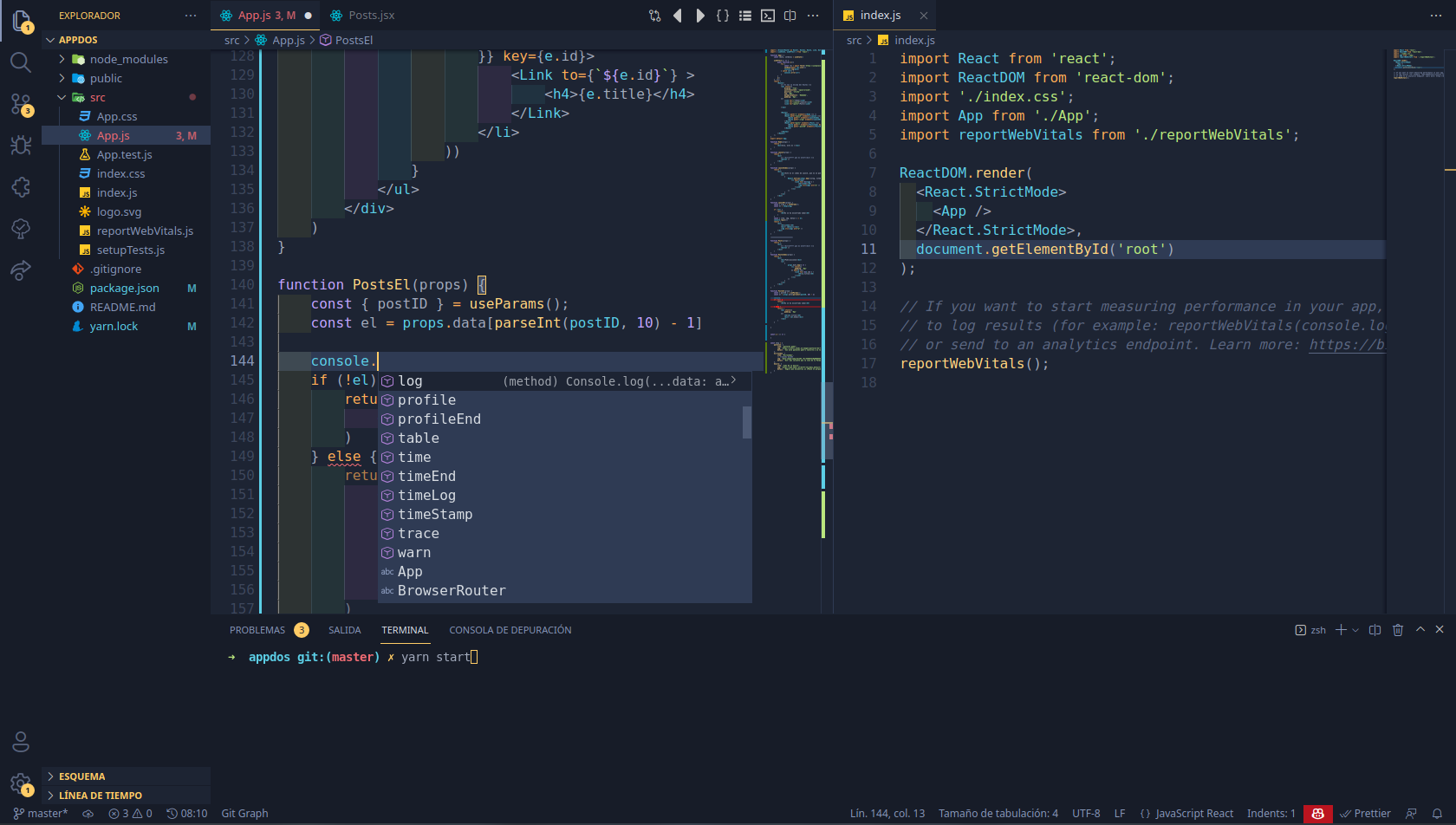
Visual Studio Code uruchomione na systemie Ubuntu z niestandardowymi dodatkami w wersji 1.62.3, programowanie aplikacji React.js

Program dostępny jest na trzy najpopularniejsze platformy – Windows, Linux i macOS. Środowisko 
oficjalnie wspiera składnie takich języków jak C++, C#, CSS, Dart, Dockerfile, F#, Go, HTML, Java, JavaScript, JSON, Julia, Less, Markdown, PHP, PowerShell, Python, R, Rust, SCSS, T-SQL czy TypeScript. Wsparcie składni innych języków można uzyskać dzięki zewnętrznym wtyczkom.

## Rankingi
W 2016 w serwisie Stack Overflow, VS Code zostało 13. najpopularniejszym narzędziem programistycznym z 7% głosujących. Liczba ta znacznie wzrosła w roku 2018, kiedy zostało wybrane już przez 35% głosujących i zajęło 1. miejsce w rankingu. Popularność środowiska stale wzrasta – w 2019 używało go 50% programistów, w 2021 – 70%, a w 2022 74,48%. Z tego powodu zostało ono ogłoszone najpopularniejszym narzędziem służącym wytwarzaniu oprogramowania, za którym na drugim miejscu znajduje się produkt tego samego twórcy, Microsoft Visual Studio.

## Licencja i telemetria
Kod źródłowy Visual Studio Code jest wolnym oprogramowaniem opublikowanym na licencji MIT, podczas gdy oficjalne wydania Visual Studio Code są objęte licencją własnościową. Dodatkowo edytor zbiera dane telemetryczne według poziomu szczegółowości określonego przez użytkownika.